# 기타큐슈 시립 미술관
기타큐슈 시립 미술관(일본어: 北九州市立美術館)은 일본 후쿠오카현 기타큐슈시 도바타구에 위치하고 있는 미술관이다. 건축가 이소자키 아라타가 디자인한 이 건물은 고쿠라기타, 도바타구, 야하타히가시구 3개 구를 가로지르는 언덕에 자리잡고 있다. 이 박물관에는 8,000여점 이상의 예술 작품이 소장되어 있으며, 일년 내내 다양한 전시회를 개최한다. 미술관 주변의 공원은 도바타구의 쾌적한 전망을 제공하고, 곳곳에 조각품이 설치되어 있다.
리버워크 기타큐슈에도 미술관 분관이 있다.

## 대표 소장품
- 오귀스트 르누아르, 《밀짚모자를 쓴 여자》, 1880년
- 장미셸 바스키아, 《소방관》, 1983년
- 가쓰시카 호쿠사이, 《가나가와 해변의 높은 파도》, 1831년경

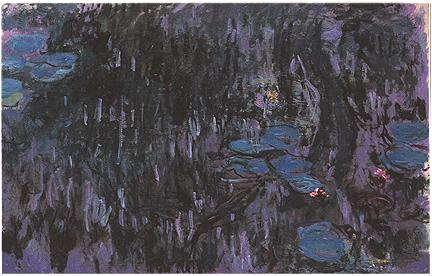
클로드 모네, 《수련》, 1916년~1919년
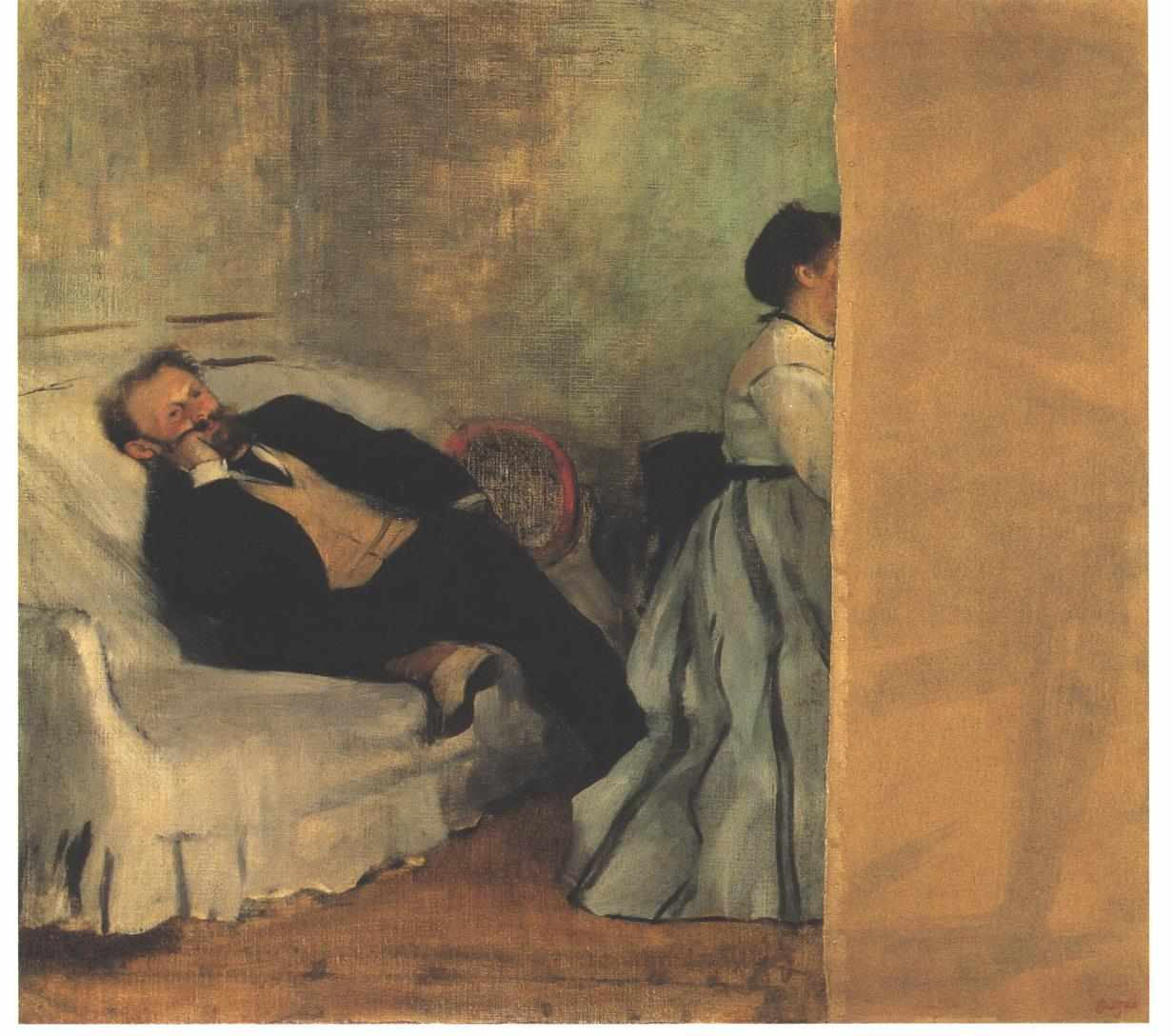
에드가 드가, 《마네 부부》, 1868년~1869년
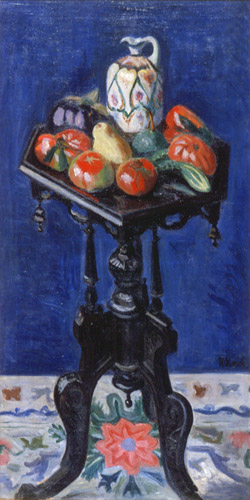
코이데 나라시게, 《화분이 있는 탁자》, 1927년
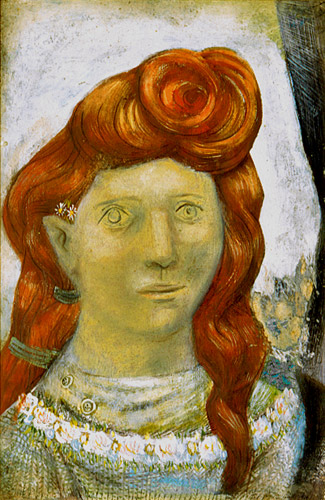
노다 히데오, 《여성의 초상화》, 1937년